# GEWOBA Nord Baugenossenschaft
Die GEWOBA Nord Baugenossenschaft eG ist eine Wohnungsbaugenossenschaft mit Hauptsitz in Schleswig (Schleswig-Holstein) und wurde 1949 gegründet. Sie hat rund 15.800 Mitglieder (Stand: 2023) und verfügt über knapp 6.600 Wohneinheiten. Das Ausbreitungsgebiet umfasst das nördliche Schleswig-Holstein sowie die Ballungsräume Kiel und Hamburg.

## Geschichte
Die Gründung der GEWOBA Nord im Jahre 194 ging auf die starken Flüchtlingsströme zurück, die nach Kriegsende auch Schleswig-Holstein erreichten. Eine Gemeinschaft von z. T. ehrenamtlichen Mitarbeitern finanzierte mit den Beiträgen der Mitglieder den Bau neuer, niedrigpreisiger Wohnungen. Mit 300 Mark erwarb man einen Genossenschaftsanteil und damit die Mitgliedschaft. Ein Jahr nach Gründung betreute die Genossenschaft 400 Wohneinheiten.

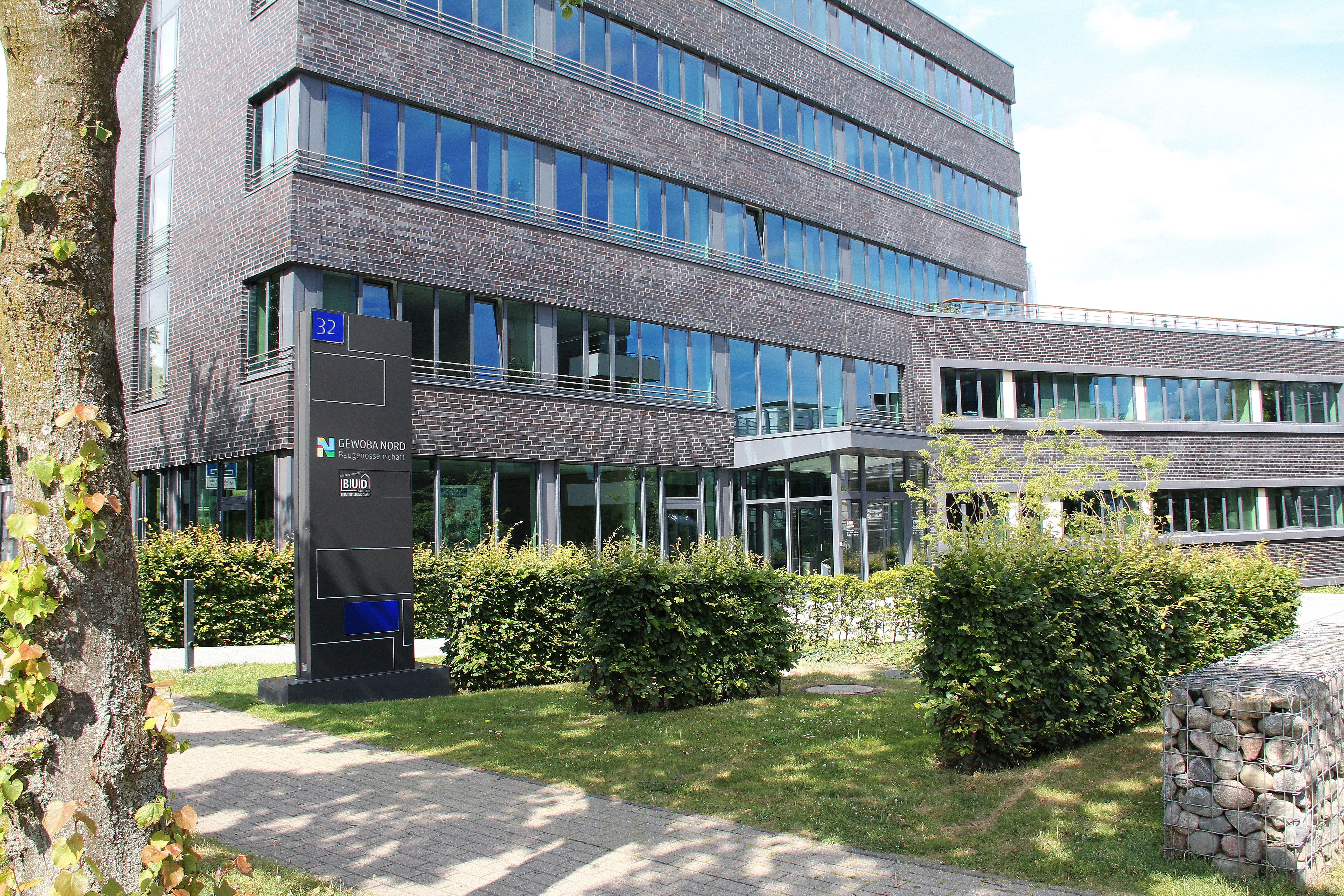
Der Hauptsitz der GEWOBA Nord in Schleswig

Im Zuge mehrerer Fusionen mit anderen Wohnungsbaugenossenschaften in den 1960er- und 1970er-Jahren baute die GEWOBA Nord ihren Immobilienbestand aus. Mit der Expansion entstanden regionale Geschäftsstellen. Parallel dazu firmierten verschiedene Tochter- und Enkelunternehmen mit Serviceangeboten wie etwa in Energiewirtschaft und Instandhaltung.
2014 erfolgte der Zusammenschluss der Tochter- und Enkelunternehmen unter dem Dach der seit 2007 bestehenden BUD Bau- und Dienstleistung GmbH. Darüber hinaus existiert die PROWO West als Tochter der BUD.

## Geschäftstätigkeit
Zweck der GEWOBA Nord ist es laut Satzung, die Förderung ihrer Mitglieder vorrangig durch eine gute, sichere und sozial verantwortbare Wohnungsversorgung sowie durch den Betrieb einer Spareinrichtung.
GEWOBA Nord ist in erster Linie mit Bau, Betreuung und Bewirtschaftung von Wohnraum befasst. 2011 erweiterte die Genossenschaft ihr Angebot um eine Spareinrichtung. Die Spareinlagen sind dabei über die Immobilienwerte der Genossenschaft und den GdW Sicherungsfonds abgesichert.
Das Unternehmen unterhält neben dem Hauptsitz in Schleswig weitere Kundencenter in Flensburg, Husum, Niebüll, Westerland / Sylt und Wyk auf Föhr.